# Qinglongopterus
Qinglongopterus is een geslacht van uitgestorven pterosauriërs, behorend tot de groep van de Breviquartossa, dat leefde tijdens het Jura in het gebied van het huidige China.
De soort Qinglongopterus guoi is in 2012 benoemd en beschreven door Lü Junchang, David Unwin, Zhao Bo, Gao Chunling en Shen Caizhi. De geslachtsnaam verbindt een verwijzing naar het district Qinglong met een gelatiniseerd Oudgrieks pteron, 'vleugel'. Qing Long is daarbij de aanduiding voor de mythische Blauwe Draak en zo een treffende naam voor een vliegend reptiel. De soortaanduiding eert Guo Chen, een verzamelaar die het fossiel ter beschikking van de wetenschap heeft gesteld.
Het fossiel is bij Mutoudeng in de provincie Hebei gevonden in een laag van de Tiaojishanformatie die dateert uit het Callovien-Oxfordien, ruwweg honderdzestig miljoen jaar oud. Het bestaat uit een vrij compleet in verband liggend skelet met schedel, platgedrukt op een plaat en tegenplaat, D 3081 en D 3082. Door de compressie zijn de botten vrij sterk beschadigd geraakt. Het uiteinde van de staart ontbreekt en is vermoedelijk bij de illegale opgraving verloren gegaan. Het gaat vermoedelijk om een jong dier.
Qinglongopterus is een vrij kleine pterosauriër met een vleugelspanwijdte bij het typespecimen van nog geen halve meter. De lengte van een voorste ledemaat is achttien centimeter en de beschrijvers schatten de spanwijdte rekening houdend met een altijd enigszins opgevouwen vleugel op 33,4 centimeter. De beschrijvers wisten enkele unieke afgeleide eigenschappen, autapomorfieën, vast te stellen: de schedel is relatief kort; het pteroïde, het botje dat het membraan tussen de pols en de nek ondersteunt, is erg kort en heeft een knopvormige verdikking op het uiteinde; het os praepubis, het been dat vóór het bekken de buikholte ondersteunt, heeft een slank uiteinde.
Qinglingopterus heeft een korte spitse kop met lange, dunne, vooruitstekende tanden. Het bovenkaaksbeen of maxilla heeft vooraan een korte en brede opgaande tak. De nek is kort en stevig, de romp relatief lang. De staart is lang en verstijfd. Het borstbeen is waaiervormig. De arm is vrij robuust met een krachtig opperarmbeen voorzien van een bijlvormige deltopectorale kam. Ook de onderarm is stevig; de middenhand is kort. Het pteroïde heeft maar een vijfde van de lengte van de onderarm. De drie eerste vingers zijn tamelijk lang met grote handklauwen. De vleugelvinger is robuust. Het tweede kootje is langer dan het eerste; het vierde kootje is nogal kort. De achterpoten zijn erg kort. De voet is lichtgebouwd met dunne lange tenen die kleine voetklauwtjes dragen. De vijfde teen is naar buiten gebogen.
Qinglongopterus is door de beschrijvers in de Rhamphorhynchidae geplaatst en daarbinnen weer in de engere Rhamphorhynchinae; volgens een analyse uit 2014 in de nog nauwere groep van de Angustinaripterini. Synapomorfieën, eigenschappen die gedeeld worden, met de rhamphorhynchiden zijn: de vorm van de voorste tak van de maxilla; een vleugellengte die meer dan het viervoudige bedraagt van de achterpootlengte; het eerste kootje van de vleugelvinger is meer dan twee maal zo lang als het scheenbeen. Daarbij zijn de algehele proporties zeer gelijkend. De beschrijvers beklemtonen dat het dier zeer op de verwant Rhamphorhynchus lijkt die echter zo'n tien miljoen jaar later leefde. De typische rhamphorhynchine bouw moet zich dus eerder hebben ontwikkeld dan tot nu toe werd aangenomen.